# Angoustrine-Villeneuve-des-Escaldes
Angoustrine-Villeneuve-des-Escaldes (în catalană Angostrina i Vilanova de les Escaldes) este o comună în departamentul Pyrénées-Orientales din sudul Franței. În 2009 avea o populație de 643 de locuitori.

## Evoluția populației
| An        | 1975 | 1982 | 1990 | 1999 | 2006 | 2009 |
| --------- | ---- | ---- | ---- | ---- | ---- | ---- |
| Populație | 573  | 556  | 600  | 549  | 632  | 643  |